# Out of Time (sång)
Out of Time är en låt av det brittiska rockbandet The Rolling Stones, skriven av gruppens sångare Mick Jagger och gitarrist Keith Richards. Sången fanns först med som en lång version (5:37) på den brittiska versionen av albumet Aftermath (från 1966) och dyker upp i USA på albumet Flowers (från 1967) i en betydligt kortare version (3:41). Chris Farlowe gjorde även en cover på låten med Jagger som producent år 1966. Den versionen nådde #1 på brittiska singellistan i juni 1966. Någon singel av låten utgavs aldrig officiellt av The Rolling Stones. 
Dan McCafferty är främst känd som sångare i Nazareth men gav 1975 ut sitt första soloalbum, självbetitlat. En av låtarna var Out of Time, vilken som singel nådde fyrtioförsta plats på brittiska singellistan 13 september nämnda år. 